# Femme de couleur
Singles de Shy'm
Histoire de luv'
(2005) Victoire
(2006)
Femme de couleur est le premier single solo de la chanteuse française de RnB Shy'm, extrait de son premier album Mes fantaisies, sorti en 2006.
Femme de couleur a été chantée par Shy’m lors des tournées Shimi Tour de 2011 à 2013, Paradoxale Tour en 2015, Concerts Exceptionnels en 2018 et l’Agapé Tour de 2019 à 2020.

## Clip vidéo
Le clip vidéo représente Shy'm en Guadeloupe.

## Face B
Shy'm utilise une autre chanson de son album pour la face B : intitulée Appelle-moi Shy'm, elle est accompagnée d'une chorégraphie.

## Classement des ventes
| Classement                              | Meilleure position |
| --------------------------------------- | ------------------ |
| Belgique (Wallonie Ultratop 50 Singles) | 6                  |
| France (SNEP)                           | 5                  |
| France (SNEP Téléchargement)            | 9                  |
| Suisse (Schweizer Hitparade)            | 30                 |

## Récompenses et nominations
- NRJ Music Awards 2007 : Chanson francophone (nommée)